# 김정희 (필드하키 선수)
김정희(1983년 5월 7일 ~ )는 대한민국의 필드하키 선수이며 포지션은 수비수이다. 종교는 불교다. 부산광역시 출신이며 KT 소속이다.

## 학력
- 인제대학교 졸업
- 인제대학교 석사

## 경력
- 2006년 아시안 게임 여자 하키 국가대표
- 2008년 하계 올림픽 여자 하키 국가대표
- 하키 국제심판

## 수상
- 제50회 전국종별하키선수권대회 여자일반부 1등
- 전국체육대회 금메달
- 제4회 세계여자주니어월드컵 우승